# Pander E

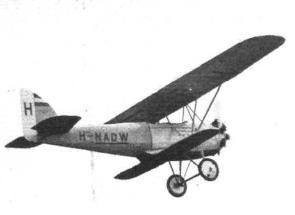
Pander E (juli 1928)

De Pander E was het eerste volledig Nederlandse sportvliegtuig dat geschikt was voor lesvluchten en werd gebruikt door zowel vliegclubs als privé-eigenaren. Het ontwerp was een eenmotorige tweezits dubbeldekker, waarvan er door de Pander vliegtuigfabriek vanaf 1926 zeventien stuks zijn gebouwd in verschillende uitvoeringen.

## Ontwerp
De Pander E was een ontwerp van constructeur Theo Slot die werkte voor de Pander-vliegtuigfabriek. Het was een tweezits dubbeldekker waarvan de onderste vleugel de helft kleiner was dan de bovenste, een anderhalf-dekker eigenlijk. De Engelstalige benaming voor dit speciale type tweedekker luidt sesquiplane. Het vliegtuig was uitgerust met dubbele besturing en zodoende geschikt als lestoestel. De Pander E was gemaakt van een combinatie van hout, metaal en linnen. De originele Anzani 45 pk-motor was qua vermogen aan de kleine kant. Later zijn er verschillende krachtiger motoren ingebouwd.

## Historie

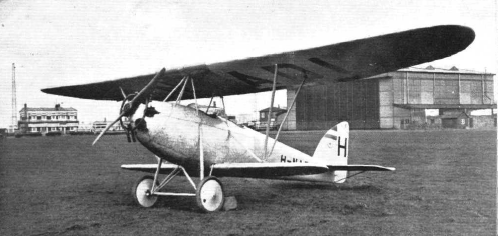
Eerste prototype Pander E met Anzani motor

In 1927 en 1928 kocht de pas opgerichte Rotterdamsche Aero Club (RAC) drie Pander E toestellen voor de vliegopleiding. Om financiële redenen ging de RAC vliegopleiding, inclusief de Pander vliegtuigen, in 1929 op in de Nationale Luchtvaartschool. 
Luchtvaartpionier Co van Tijen maakte in 1930 met zijn Pander E "Adelaar" een solovlucht van Nederland, via diverse tussenstops, naar Bandoeng in Nederlands-Indië. Op de voorste zitplaats was een extra brandstoftank geplaatst voor een groter vliegbereik. De terugweg ging per schip. Na de ontscheping in Keulen werd de laatste etappe terug naar huis toch nog vliegend afgelegd. Het vliegtuig heeft daarna nog twee jaar in Nederland gevlogen. Op kerstdag 1932 raakte de "Adelaar" zwaar beschadigd bij een noodlanding in Dinteloord. En moest als verloren worden beschouwd.
De oprichter van vliegveld Eelde Haijo Hindriks is op 9 juni 1931, een paar dagen na de opening van het vliegveld, met zijn Pander EC60 (PH-AEV) op Eelde neergestort. Hij raakte daarbij zwaargewond en is de dag daarop in het ziekenhuis overleden. De PH-AEV werd op 10 juni 1931 doorgehaald in het luchtvaartregister.

## Varianten

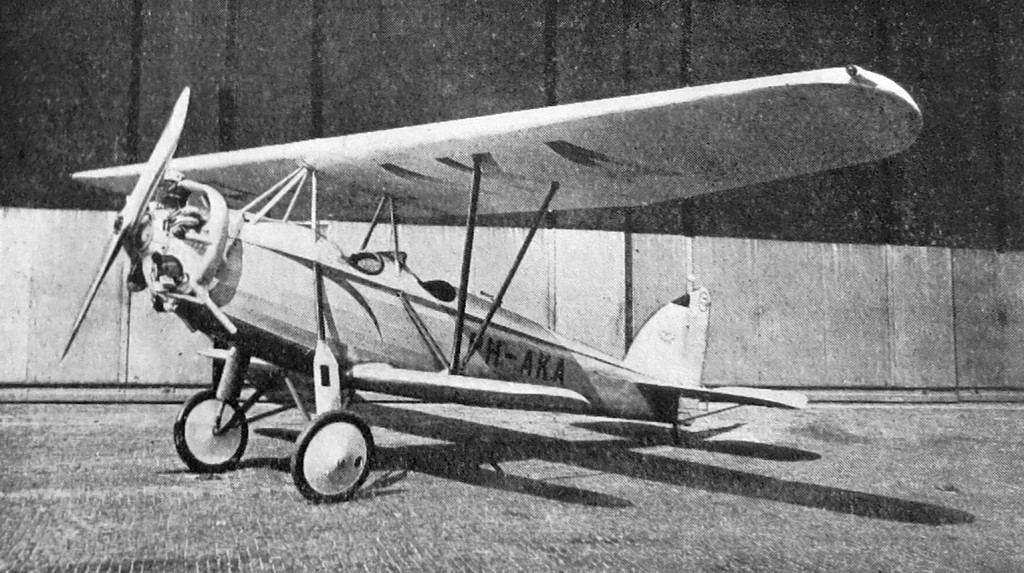
Pander EF85 (PH-AKA) met een Walter Vega vijfcilinder stermotor

De varianten van de Pander E verschillen door het gebruikte motortype. De aanduiding is als volgt te herleiden:
EEerste prototype met een 45 pk Anzani zescilinder stermotor.
EC of EC60Model met een 60 pk Walter NZ 60 vijfcilinder stermotor, vijf gebouwd.
EF of EF85Model met een 85 pk Walter Vega of Walter NZ-70 vijfcilinder stermotor, zes gebouwd.
EG of EG100Model met een 100 pk De Havilland Gipsy I viercilinder luchtgekoelde lijnmotor, vier gebouwd.
EH of EH120Model heeft een 120 pk De Havilland Gipsy III viercilinder luchtgekoelde lijnmotor, één gebouwd.
EK of EK80Dit is een omgebouwde Pander EC.

## Specificaties
- Type: Pander E
- Ontwerper: Theo Slot
- Bemanning: 2
- Lengte: 6,2 m

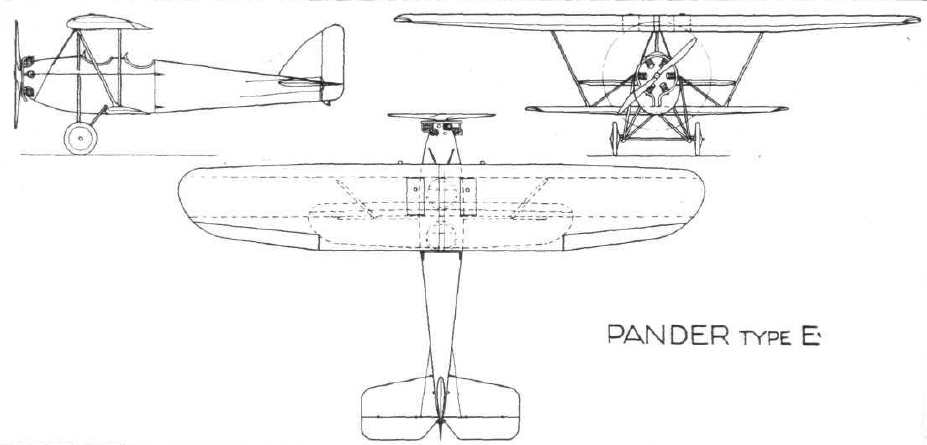
Pander E ontwerptekening

- Spanwijdte: 10,0 m, onderste vleugel: 5 m
- Leeggewicht: 318 kg
- Maximum gewicht: 535 kg
- Brandstofcapaciteit: 68 l
- Motor: Anzani zescilinder stermotor, 45 pk
- Propeller: tweeblads
- Eerste vlucht: 18 februari 1926
- Aantal gebouwd: 17 (totaal inclusief alle varianten)

Prestaties:
- Maximumsnelheid: 126 km/h
- Kruissnelheid: 116 km/h
- Landingssnelheid: 61 km/h
- Plafond: 3.500 m